# اد دودلی
اد دودلی (انگلیسی: Ed Dudley؛ ۱۹ فوریهٔ ۱۹۰۱ – ۲۵ اکتبر ۱۹۶۳) یک گلف‌باز بود.